# Titanopsis
Titanopsis is een geslacht uit de ijskruidfamilie (Aizoaceae). De soorten uit het geslacht komen voor in Zuid-Afrika.

## Soorten
- Titanopsis calcarea (Marloth) Schwantes
- Titanopsis hugo-schlechteri (Tischer) Dinter & Schwantes
- Titanopsis primosii L.Bolus ex S.A.Hammer
- Titanopsis schwantesii (Dinter ex Schwantes) Schwantes

... · 
Antimima · 
Argyroderma · 
Carpobrotus · 
Disphyma · 
Dorotheanthus · 
Gibbaeum · 
Lapidaria · 
Lithops · 
Mesembryanthemum · 
Sceletium · 
Tetragonia · 
...